# Gwara dubrownicka

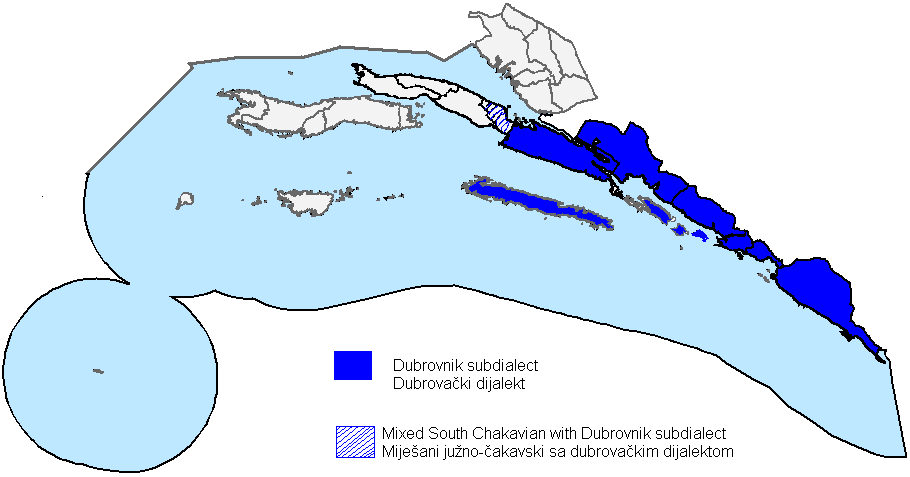
Obszar gwary dubrownickiej

Gwara dubrownicka (serb.-chorw. dubrovački govor) – gwara sztokawska będąca częścią serbsko-chorwackiego dialektu wschodniohercegowińskiego, używana w chorwackim Dubrowniku i okolicznych częściach Wybrzeża dalmatyńskiego.
Gwara ta ma dobrze udokumentowaną historię już od XIII wieku, następnie w XVI wieku stała się podstawą języka literackiego Republiki Raguzy, a w XIX wieku wywarła duży wpływ na formowanie się serbsko-chorwackiego języka literackiego. Zadecydowała m.in. o włączeniu do języka standardowego spółgłoski χ oraz wymowy typu tjȅrati, djèvōjka zamiast ćȅrati, đèvōjka.

## Cechy językowe
W morfologii, leksyce i składni obserwuje się silny wpływ romański.
Do typowych cech fonetycznych gwary dubrownickiej należą:
- jekawica ze sporadycznymi ikawizmami, czyli rozwój psł. *ě (jać) w ije lub rzadziej i,
- dyftongizacja długiego ā w ao, np. jâo ‘ja’[4],
- przejście lj > j, np. boje < bolje ‘lepiej’[4],
- przejście wygłosowego -m w -n, np. gledan < gledam ‘patrzę’[4],
- zachowanie spółgłoski h, obce większości gwar sztokawskich[4],
- rozwój wtórnego ʒ (dz), szczególnie w otoczeniu r, np. jeʒer ‘jezioro’[4],
- brak sekundarnej palatalizacji grup tj i dj, np. tjȅrati ‘pędzić’, djèvōjka ‘dziewczyna’[4], w odróżnieniu od innych gwar wschodniohercegowińskich z typem ćȅrati, đèvōjka[5],

W morfologii obecne są liczne podobieństwa do gwar czakawskich, a także utrata aorystu i imperfektu.